# Feliks Paweł Jarocki

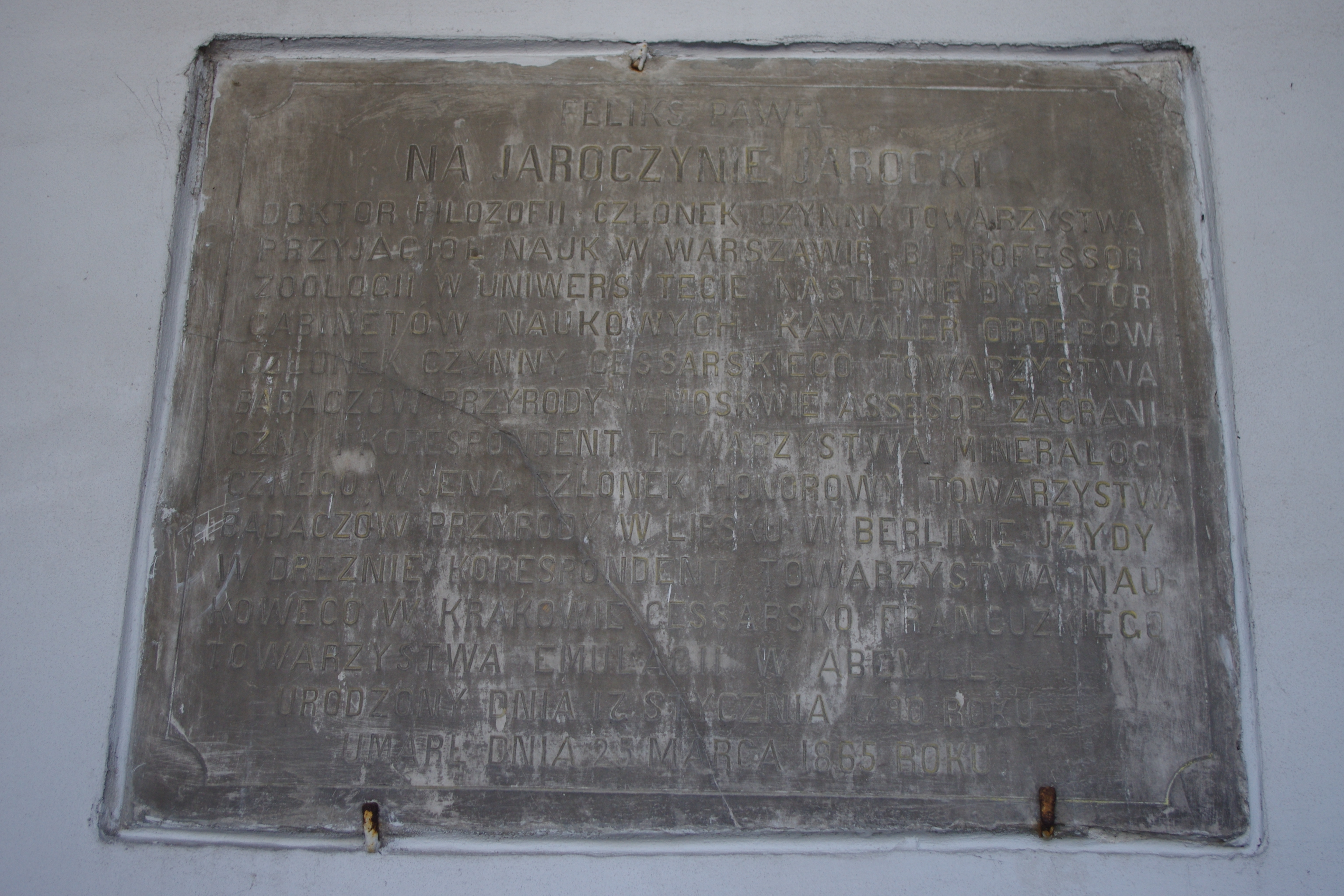
Grób zoologa Feliksa Jarockiego (1790-1865) w katakumbach na warszawskim cmentarzu Powązkowskim

Feliks Paweł Jarocki (ur. 14 stycznia 1790 w Pacanowie, zm. 25 marca 1865) – profesor zoologii, kierownik katedry zoologii Królewskiego Uniwersytetu Warszawskiego, członek Towarzystwa Przyjaciół Nauk. Kierownik gabinetu zoologicznego w latach 1818-1862.

## Biografia
W swej pracy naukowej zajmował się taksonomią (m.in. spośród ssaków wyodrębnił rząd torbaczy). Zorganizował „Gabinet Zoologiczny” w Warszawie na bazie zbiorów barona Sylwiusza Minckwitz'a. Pod koniec swej kariery zgromadził w nim ponad 65 tys. eksponatów (był to m.in. wynik naukowych ekspedycji na obszary wschodnich terenów Polski). Bibliotekę uniwersytecką wzbogacił o ponad 2000 tomów specjalistycznych wydawnictw. Jego następcą był Władysław Taczanowski, polski XIX-wieczny ornitolog.
Był w pewnym sensie mecenasem Fryderyka Chopina. Jadąc latem 1828 do Berlina na międzynarodowy kongres przyrodników, zabrał ze sobą do towarzystwa 18-letniego Chopina, żeby mu pokazać "wielki świat". Ponadto jego uczniem był późniejszy zoolog Antoni Waga. Był członkiem loży wolnomularskiej Świątynia Minerwy.
Pochowany został 25 marca 1865 na warszawskich Powązkach (katakumby, rząd 40-4).

## Dzieła
Prof. Jarocki jest znany przede wszystkim z obszernego, bardzo cennego na owe czasy 6-tomowego podręcznika zoologii „Zoologia czyli zwierzętopismo ogólne podług naynowszego systemu ułożone” (1821-1838), ale i w "Rocznikach Towarzystwa", ogłosił wartościową, oryginalną rozprawę o przeobrażaniu się owadów (1827), był autorem wielu naukowych opracowań faunistycznych (m.in. Puszczy Białowieskiej). Inne jego prace dotyczyły np. wędrówek i zwalczania szarańczy.
Był encyklopedystą. Wymieniony został jako redaktor Encyklopedii obrazowej systematycznej wydanej w Warszawie w latach 1835-1838.
Jest autorem opisu kilku rodzajów i gatunków ptaków, jak np.:
- z rzędu wróblowych:
  - Turdus atrogularis Jarocki 1819 SpisPtakowKrol.Warsz. p.14
  - Remiz Jarocki 1819 SpisPtakowKrol.Warsz. p.21
  - Vestiaria Jarocki 1821 Zoologiia 2 p.75

- z rzędu turakowych:
  - Crinifer Jarocki 1821 Zoologiia 2 p.181

- z rzędu dzioborożcowych:
  - Phoeniculus Jarocki 1821 Zoologiia 2 p.63